# Mario Dorgeles
Mario Yepie Dorgeles Guy-Mario Bocha (Andokoi, 7 agosto 2004) è un calciatore ivoriano, centrocampista del Braga.

## Carriera

### Club
Cresciuto nella Right to Dream Academy, Dorgeles è stato acquistato dal Nordsjælland l'8 agosto 2022. Ha debuttato in prima squadra sei giorni più tardi nell'incontro di Superligaen pareggiato 0-0 contro l'Aalborg.
Il 27 agosto 2023 ha segnato il suo primo gol ufficiale nel successo per 3-0 contro il Midtjylland.
Il 3 luglio 2025 passa ai portoghesi del Braga con i quali firma un contratto valido fino al 2030.

### Nazionale
Ha giocato nella nazionale ivoriana Under-23.
Nell'agosto 2024 viene convocato per la prima volta in nazionale maggiore, con cui esordisce il 6 settembre dello stesso anno nel successo per 2-0 contro lo Zambia.

## Statistiche

### Presenze e reti nei club
Statistiche aggiornate al 18 agosto 2024.
| Stagione        | Squadra         | Campionato      | Campionato | Campionato | Coppe nazionali | Coppe nazionali | Coppe nazionali | Coppe continentali | Coppe continentali | Coppe continentali | Altre coppe | Altre coppe | Altre coppe | Totale | Totale |
| Stagione        | Squadra         | Comp            | Pres       | Reti       | Comp            | Pres            | Reti            | Comp               | Pres               | Reti               | Comp        | Pres        | Reti        | Pres   | Reti   |
| --------------- | --------------- | --------------- | ---------- | ---------- | --------------- | --------------- | --------------- | ------------------ | ------------------ | ------------------ | ----------- | ----------- | ----------- | ------ | ------ |
| 2022-2023       | Nordsjælland    | SL              | 15         | 0          | CD              | 6               | 0               | -                  | -                  | -                  | -           | -           | -           | 21     | 0      |
| 2023-2024       | Nordsjælland    | SL              | 23         | 1          | CD              | 1               | 0               | UECL               | 7                  | 0                  | -           | -           | -           | 31     | 1      |
| 2024-2025       | Nordsjælland    | SL              | 5          | 0          | CD              | 0               | 0               | -                  | -                  | -                  | -           | -           | -           | 5      | 0      |
| Totale carriera | Totale carriera | Totale carriera | 43         | 1          |                 | 7               | 0               |                    | 7                  | 0                  |             | -           | -           | 57     | 1      |

### Cronologia presenze e reti in nazionale
| Cronologia completa delle presenze e delle reti in nazionale ― Costa d'Avorio | Cronologia completa delle presenze e delle reti in nazionale ― Costa d'Avorio | Cronologia completa delle presenze e delle reti in nazionale ― Costa d'Avorio | Cronologia completa delle presenze e delle reti in nazionale ― Costa d'Avorio | Cronologia completa delle presenze e delle reti in nazionale ― Costa d'Avorio | Cronologia completa delle presenze e delle reti in nazionale ― Costa d'Avorio | Cronologia completa delle presenze e delle reti in nazionale ― Costa d'Avorio | Cronologia completa delle presenze e delle reti in nazionale ― Costa d'Avorio |
| Data                                                                          | Città                                                                         | In casa                                                                       | Risultato                                                                     | Ospiti                                                                        | Competizione                                                                  | Reti                                                                          | Note                                                                          |
| ----------------------------------------------------------------------------- | ----------------------------------------------------------------------------- | ----------------------------------------------------------------------------- | ----------------------------------------------------------------------------- | ----------------------------------------------------------------------------- | ----------------------------------------------------------------------------- | ----------------------------------------------------------------------------- | ----------------------------------------------------------------------------- |
| 6-9-2024                                                                      | Bouaké                                                                        | Costa d'Avorio                                                                | 0 – 0                                                                         | Zambia                                                                        | Qual. Coppa d'Africa 2025                                                     | -                                                                             | 80’                                                                           |
| 15-10-2024                                                                    | Monrovia                                                                      | Sierra Leone                                                                  | 1 – 0                                                                         | Costa d'Avorio                                                                | Qual. Coppa d'Africa 2025                                                     | -                                                                             |                                                                               |
| 19-11-2024                                                                    | Abidjan                                                                       | Costa d'Avorio                                                                | 4 – 0                                                                         | Ciad                                                                          | Qual. Coppa d'Africa 2025                                                     | -                                                                             | 60’                                                                           |
| Totale                                                                        |                                                                               | Presenze                                                                      | 3                                                                             |                                                                               | Reti                                                                          | 0                                                                             |                                                                               |